# Jules-René Bouffanais
Jules-René Bouffanais (né le 4 janvier 1885 à Champagnac-de-Belair, mort pour la France aux Éparges le 15 mai 1915), est un peintre et graveur français.

## Biographie
Bouffanais est admis à l'école des beaux-arts de Paris le 8 novembre 1907, et devient élève des peintres Fernand Cormon et Jean-Paul Laurens, et du graveur Auguste Laguillermie, et se présente en 1910, d'une part au concours du prix de Rome en peinture, décrochant une mention honorable avec son Amour vainqueur de Pan (Périgueux, musée d'art et d'archéologie du Périgord), tandis que le grand prix est décerné à Jean Dupas, et d'autre part, au prix de Rome en gravure (il reçoit une mention au Prix de Rome de 1908), pratiquant les deux disciplines de manière égale. Il retente sa chance en 1913 avec Le Rhapsode, puis en 1914, où il est admis premier au concours d'esquisse peinte, et admis en loge avec pour sujet une Piétà (Champagnac-de-Belair, église). Il remporte ainsi le deuxième second grand prix de Rome de gravure en taille-douce en 1914 avec une Académie d'homme (conservée à l'Ecole des Beaux-Arts de Paris).
Sociétaire des Artistes français, il participe plusieurs fois au Salon (il y reçoit une mention en 1910), et se fait remarquer lors du Salon de 1913, où il expose un monumental Enlèvement d'Amphitrite (Brantôme, abbaye Saint-Pierre), et remporte une médaille de bronze. 
Mobilisé pendant la Première Guerre mondiale, il est enrôlé comme sergent au 170e régiment d'infanterie. Il est tué au combat à la tranchée de Calonne, pendant la bataille des Éparges, d'une balle au front. Sa mère, Françoise Salinier, fait présenter son œuvre Arabes (Le Caire, Institut français d'archéologie orientale) au Salon des artistes aux armées, et le fait acheter par l'État pour la somme de 300 francs. Le 16 avril 1920, son ami Antoine Orliac fait part dans les colonnes du journal L'Intransigeant de la dispersion de son fonds d'atelier, et rend un hommage à son camarade.

## Liste des œuvres

### Peintures

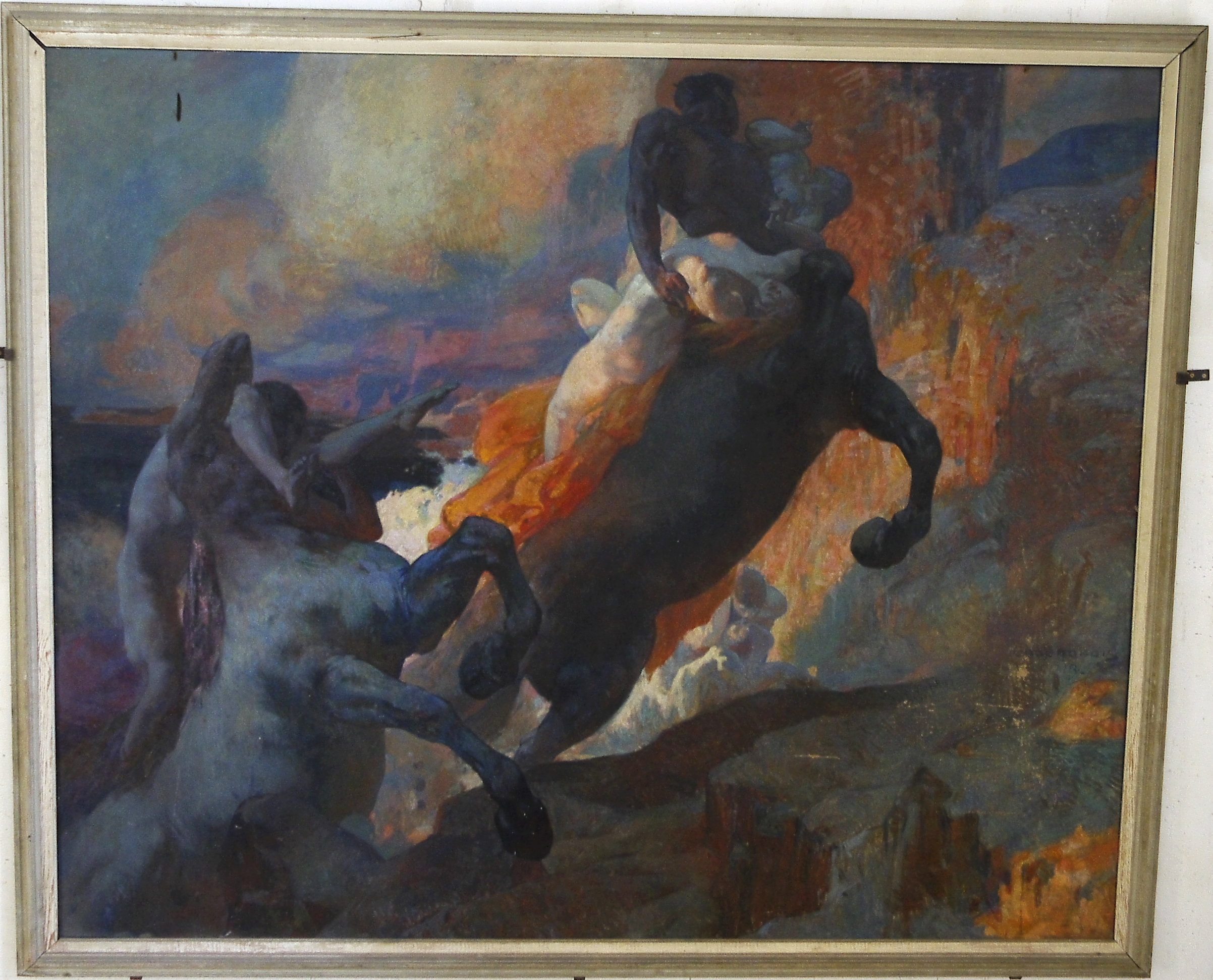
L'Enlèvement d'Amphitrite, Salon de 1913, Brantôme, abbaye Saint-Pierre.

- L'Amour vainqueur du Dieu Pan, 1910, huile sur toile, 145 x 115 cm, Périgueux, musée d'art et d'archéologie du Périgord
- Figure peinte, 1911, huile sur toile, Paris, école nationale supérieure des Beaux-Arts
- Vers Cythère, Salon de 1912
- Nature morte, Salon de 1912
- Faunes musiciens, 1913, huile sur toile, 158 x 252 cm, collection particulière
- Le pavillon Renaissance de La Dronne à Brantôme, 1913
- L'Enlèvement d'Amphitrite ou Exploit mythologique, Salon de 1913, huile sur toile, 300 x 400 cm, Brantôme, abbaye Saint-Pierre
- Piétà ou La Passion de la Vierge, 1914, Champagnac-de-Belair, église Saint-Christophe
- La fête de Pan, panneau décoratif, Salon de 1914
- Arabes, huile sur toile, 105 x 80 cm, Le Caire, Institut français d'archéologie orientale

### Gravures et dessins
- Bethsabée, gravure
- Académie d'homme, 1914, gravure, Paris, école nationale supérieure des Beaux-Arts
- Nu, lanceur de disque, dessin, collection particulière[3]